# Savon blanc
 (juin 2017).
Si vous disposez d'ouvrages ou d'articles de référence ou si vous connaissez des sites web de qualité traitant du thème abordé ici, merci de compléter l'article en donnant les références utiles à sa vérifiabilité et en les liant à la section « Notes et références ».
Le savon blanc est un savon d'origine suisse. Il est de couleur jaune pâle mais on le dit « blanc » car il était utilisé comme savon de toilette, contrairement au savon noir qui était utilisé comme détergent.

## Description
Il était très recherché au XIXe siècle. C'est un savon très doux, fabriqué artisanalement. Sa viscosité est naturelle, c'est-à-dire que l'on n'y a pas rajouté de viscosant.
On dit que les princesses russes de passage sur la côte du Lac Léman aimaient finir leurs soins par un bain au savon blanc.

## Fabrication
Le savon blanc est saponifié à partir d'huile de tournesol, suivant une méthode de saponification à chaud.
Il est encore fabriqué par certaines savonneries traditionnelles et on le retrouve dans des instituts de beauté et Spa.